# Arawa (pirogue)
Ne doit pas être confondu avec Arawa.

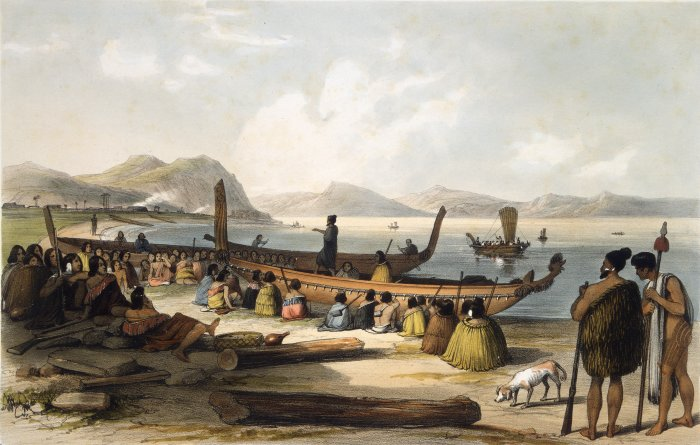
Pirogues maories.

Arawa ou Te Arawa ou Tāwhirirangi est le nom propre de la pirogue légendaire de haute mer utilisée lors de la migration du peuple polynésien Te Arawa  vers la Nouvelle-Zélande, dont ils furent les premiers colons,.

## Historique
Les pirogues Te Arawa et Tainui furent creusés en même temps dans de grands arbres à Hawaiki, l'île mythique d'où viendraient les Maoris. Les pirogues appartenaient au Tama-te-kapua de la tribu des Nga-Oho.
Après une série d'affrontements entre sa famille et celle du grand chef Uenuku, il fut décidé qu'il devrait aller s'installer plus loin dans le pays nouvellement découvert des précieux pounamu (jade néphrite).
La tribu Te Arawa, nouveau nom des Nga-Oho s'installa à Whanagparaoa, au cap Runaway. Les descendants actuels des colons Arawa vivent dans le Te Waiariki de la baie de l'Abondance, une région de plateau volcanique.
La pirogue fut incendiée accidentellement peu après.